# Pyrausta ademonalis
Pyrausta ademonalis là một loài bướm đêm trong họ Crambidae.